# Zdzisław Staroniewicz
Zdzisław Marian Staroniewicz – polski weterynarz, dr hab. nauk weterynaryjnych, prof.

## Życiorys
Obronił pracę doktorską, w 1991 habilitował się na podstawie rozprawy zatytułowanej Yersinioza – badania bakteriologiczne, serologiczne i imunopatologiczne. 22 lipca 1998 nadano mu tytuł profesora w zakresie nauk weterynaryjnych. Pracował w Katedrze Anatomii Patologicznej, Patofizjologii, Mikrobiologii i Weterynarii Sądowej na Wydziale Medycyny Weterynaryjnej Uniwersytetu Przyrodniczego we Wrocławiu.
Był członkiem zarządu Polskiego Towarzystwa Nauk Weterynaryjnych.

## Odznaczenia
- Złoty Krzyż Zasługi (2002)[3]